# Bryum pittieri
Bryum pittieri là một loài Rêu trong họ Bryaceae. Loài này được (Renauld & Cardot) Müll. Hal. mô tả khoa học đầu tiên năm 1900.